# Svilan (otok)
Koordinati:   43°32′23″N, 15°53′15″E
Svilan je manjši nenaseljen otoček v srednji Dalmaciji (Hrvaška).
Sviljan leži okoli 8 km zahodno od mesta Rogoznica. Površina otočka meri 0,093 km², dolžina obalnega pasu je 1,17 km. Najvišji vrh je visok 27 mnm.